# Поссе, Арвид
Граф Арвид-Рутгер-Фредрикссон Поссе (швед. Arvid Rutger Fredriksson Posse; 15 февраля 1820, Хельсингборг — 24 апреля 1901, Стокгольм) — шведский государственный и политический деятель, премьер-министр Швеции (19 апреля 1880—13 июня 1883). Лидер аграрной партии.

## Биография
Сын губернатора Мальмёхуса графа Фредрика Поссе и баронессы Шарлотты Беннет. До 1840 изучал право в Лундском университете после чего работал в судебных учреждениях Швеции. С 1847 года — член Верховного суда. В 1849 оставил государственную службу и сосредоточился на ведении сельскохозяйственного производства в своих имениях.
В 1856 — занялся политикой. Был избран в Риксдаг Швеции. В 1858 стал председателем Банковского комитета. В течение ряда лет был самым известным и влиятельным членом риксдага. С 1867 по 1875 — председатель Правительственной комиссии и Специального парламента, заместитель председателя избирательной комиссии (Särskilda Utskottet).
В 1867 году депутаты-аграрники и некоторые депутаты от помещиков из второй палаты объединились в новую партию, под названием: партия «сельских хозяев» (Аграрная партия). Возглавили партию помещики — граф Арвид Поссе, Эмиль Кей и землевладелец Карл Иварссон. Партия «сельских хозяев» стала проводить оппозиционную политику по отношению к правительству Луйса де Гера, энергично защищала интересы земледельцев и боролась против высшего чиновничества, крупных землевладельцев и промышленников.
С 1876 — спикер парламента.
19 апреля 1880 занял пост премьер-министра Швеции. С декабря 1880 по март 1881 года, одновременно — министр финансов.
13 июня 1883 подал в отставку.
После отставки с поста премьер-министра, в 1883—1889 был президентом апелляционного административного суда Швеции.
В 1882—1890 избирался членом Первой палаты (Första kammaren) Риксдага в качестве представителя лена Южный Кальмар. Как депутат выступал против введения тарифов на зерно в 1887 г., боролся за свободную торговлю. Он также выразил свои симпатии за умеренную реформу избирательного права.
Он был избран членом Шведской королевской академии сельского и лесного хозяйства (1879), почётным членом Королевского физиографического общества в Лунде (1878) и общества офицеров Королевского военно-морского флота (1880).